# Itterswiller
Itterswiller je občina v departmaju Bas-Rhin francoske regije Alzacija.
Leta 1990 je v občini živelo 248 oseb oz. 210 oseb/km².